# 明光海事
明光海事有限公司，簡稱明光海事（英語：Beng Kuang Marine Limited，SGX：5MC），在1990年由蔡明光（主席）和蔡明華（總裁）兄弟創立，專門在全球經營基建工程、防腐蚀、供应和分销，以及船运及其他。
總部位於55 Shipyard Road, Singapore 628141。而股份在2004年10月15日於新加坡交易所創業板（凱利板前身）上市，其後在2007年12月19日轉在主板上市。招股價為0.23新加坡元，發行股份為21,000,000股，集資額為5,000,000新加坡元。

## 連結
- BKMGroup.com.sg （页面存档备份，存于）